# Famille von Rohr
 (novembre 2024).
La famille von Rohr est une famille subsistante de la haute noblesse immémoriale allemande (Uradel) originaire de Bavière et de la marche de Brandebourg. Elle ne doit pas être confondue avec la famille Rohr und Stein, celle-ci étant aujourd'hui éteinte.

## Histoire

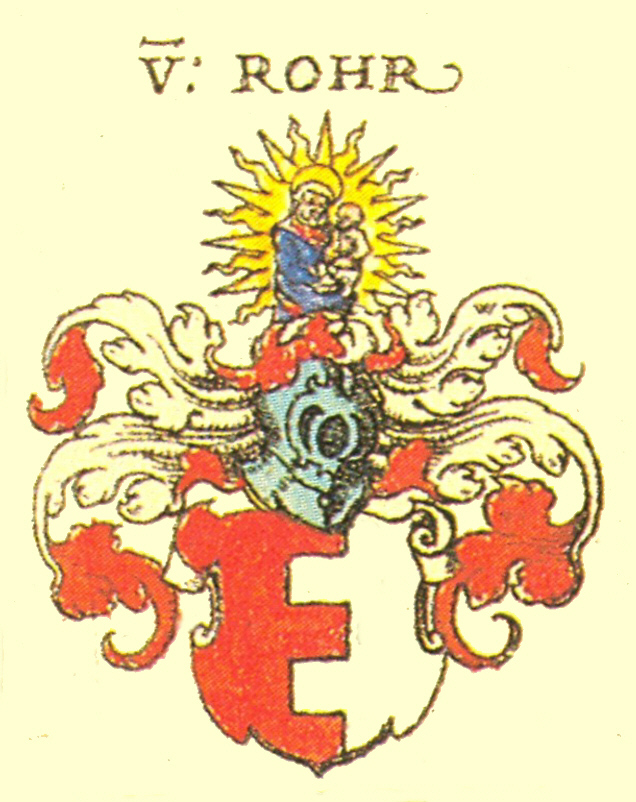
Blason de la famille von Rohr

La première mention de la famille remonte à 1033 avec Rafolt, originaire de Ranshofen sur l'Inn. Ce nom de baptême est fréquent depuis des siècles chez les Rohr. Un Rafold de Rore est mentionné dans les documents, comme né entre 1096 et 1102. Les Rohr deviennent ministériels du Saint-Empire romain germanique et possèdent le fief de Rohr, dans la vallée de la Rott en Basse-Bavière. Ils bâtissent plus tard leur château fort à Rohr im Kremstal, dans le Pays de Steyr (aujourd'hui en Autriche et qui appartenait alors au duché de Bavière).
Une branche de la famille von Rohr s'établit ensuite dans la marche de Brandebourg, ainsi qu'en Saxe au château d'Elsterwerda à partir de 1612, en Autriche, dans le Mecklembourg et le Brunswick. La ligne brandebourgeoise prend les armes de la famille von Havelberg et devient protectrice de l'abbaye cistercienne du Saint-Sépulcre (abbaye d'Heiligengrabe). Elle a cinq châteaux forts et trois villes. C'est au XVe siècle l'une des familles les plus puissantes de la région de Prignitz. Otto von Rohr est évêque de Havelberg de 1401 à 1427, Bernhard von Rohr (de) archevêque de Salzbourg de 1466 à 1482. Les Rohr occupent de hauts postes, tant dans l'Église que dans le siècle. Plus tard ils se mettent au service du royaume de Prusse et de son armée. Ferdinand von Rohr (1783-1851) est ministre de la guerre pendant une courte période.

## Personnalités
- Albrecht Ehrentreich von Rohr (de) (1720-1800), général prussien
- Bernhard von Rohr (de) (1421-1487), archevêque de Salzbourg
- Ferdinand von Rohr (1783-1851), général prussien
- Ferdinand von Rohr (1805-1873), général prussien
- Götz von Rohr (de) (1944-), géographe
- Hans Heinrich Ludwig von Rohr (de) (1719-1792), général prussien
- Hansjoachim von Rohr (de) (1888-1971), homme politique
- Hanns von Rohr (de) (1895-1988), général
- Julius Bernhard von Rohr (de) (1688-1742), homme de lettres
- Kaspar Friedrich von Rohr (de) (1702-1757), général prussien
- Kurt von Rohr (de) (1843-1910), homme politique prussien
- Leopold von Rohr (de) (1771-1850), poète et parlementaire prussien
- Ludwig von Rohr (de) (1777-1855), général prussien
- Mathilde von Rohr (de) (1810-1889), correspondante de Theodor Fontane
- Otto Christian Albrecht Ludwig von Rohr (de) (1763-1839), général prussien
- Otto Ier von Rohr (de) (1350-1427), évêque d'Havelberg (de) de 1401 à 1427
- Otto von Rohr (de) (1914-1982), chanteur d'opéra